# Passeport djiboutien
Le passeport djiboutien est un document de voyage international délivré par la république de Djibouti aux personnes auxquelles elle accorde sa protection.

## Liste des pays sans visa ou visa à l'arrivée
- Djibouti
- Visa non nécessaire
- Visa à l'arrivée
- Système de visa électronique
- Visa électronique ou à l'arrivée
- Visa requis avant l'arrivée
- Interdiction de voyager

- Bénin
- Bolivie
- Burkina Faso
- Cap-Vert
- Comores
- Côte d'Ivoire
- Cuba
- Dominique
- Équateur
- Éthiopie
- Gabon
- Gambie
- Ghana
- Guinée
- Guinée-Bissau
- Haïti
- Iran
- Kenya
- Lesotho
- Liban
- Madagascar
- Malawi
- Maldives
- Mauritanie
- Mozambique
- Namibie
- Népal
- Nicaragua
- Nigeria
- Ouganda
- Palaos
- Rwanda
- Sainte-Lucie

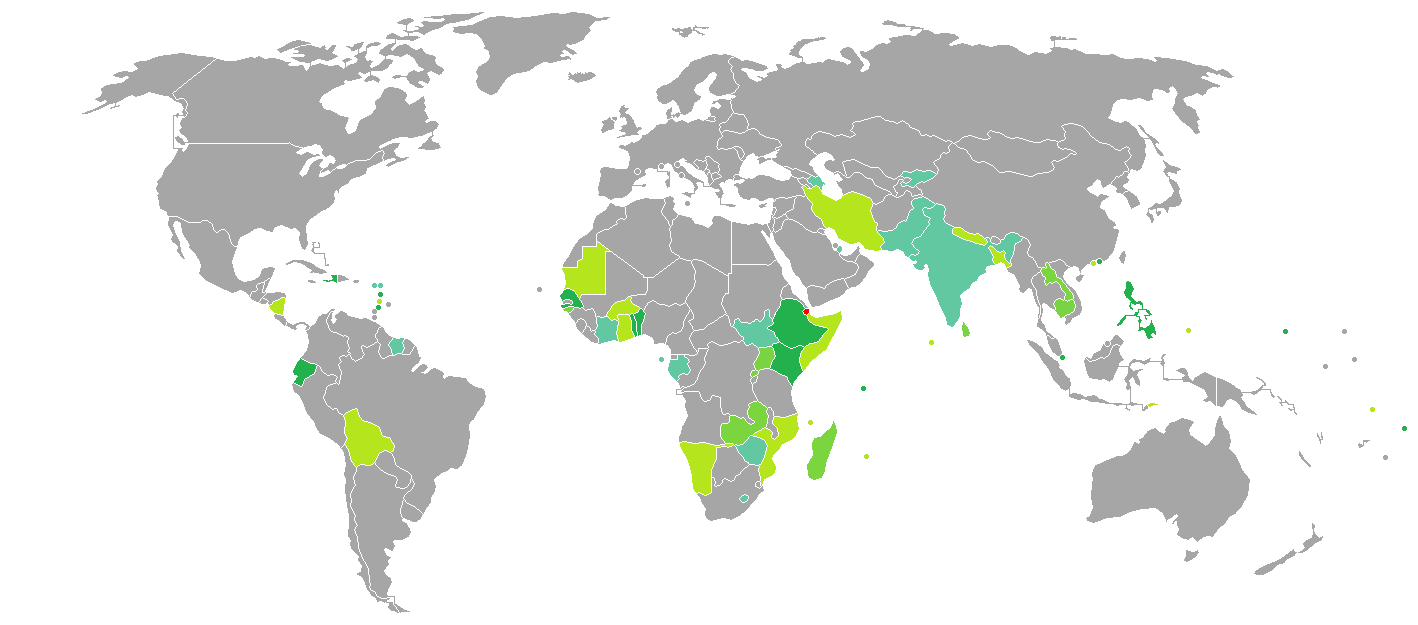
Djibouti
Visa non nécessaire
Visa à l'arrivée
Système de visa électronique
Visa électronique ou à l'arrivée
Visa requis avant l'arrivée
Interdiction de voyager

- Saint-Vincent-et-les-Grenadines
- Sénégal
- Seychelles
- Singapour
- Somalie
- Soudan du Sud
- Sri Lanka
- Suriname
- Tuvalu